# Hearts of Iron II: Doomsday
Hearts of Iron II: Doomsday — офіційне доповнення до глобальної стратегії про Другу світову війну Hearts of Iron II, випущене 4 квітня 2006 року. Воно містить у собі все, що було в оригінальній грі, і в той самий час включає виділення і розширення історичного періоду після Другої світової війни, що передбачає можливу ядерну війну між Радянським Союзом і Сполученими Штатами Америки.

## Сценарій
Нова війна починається за два місяці після закінчення Другої світової війни. За сценарієм, 2 жовтня 1945 року Червона армія атакує війська союзників у Західній Німеччині, Австрії та Південній Кореї. У відповідь президент Сполучених Штатів Гаррі Трумен наказує ПС США скинути атомні бомби на Москву та Куйбишев. Ця подія розпочинає Третю світову війну. Війна триває до 1950-х років і закінчується в 1953 році, після чого обирається переможець.

## Основні зміни та доповнення
З'явилися нові сфери розвідки. Вони дають інформацію про інші країни та дозволяють нові шпигунські акції, такі як крадіжка технологій, вбивство урядовців та організація державного перевороту. Також містяться деякі інші зміни та доповнення, такі як:
- Графічні покращення моделей бомбардувальників
- Ескорт для перевезення вантажів
- Госпіталі, що відновлюють людські втрати
- "Do not upgrade (не переозброювати)" кнопки для дивізій
- Можливість автоматизації повзунків виробництва
- Підводні човни мають окрему статистику для морських боїв
- Розширені терміни — дату кінця гри було замінено на 1953 рік
- Нові технології, щоб довести гру в епоху Холодної війни
- Включено редактор сценаріїв

## Подальші доповнення
У березні 2007 року Paradox Interactive випустила друге доповнення для Hearts of Iron II — Hearts of Iron II: Armageddon. Центральним нововведенням у цій грі є нова кампанія, яка заснована на альтернативній історії та збалансована для розрахованої на багатокористувацької гри.